# نوئل جانسون
نوئل جانسون (انگلیسی: Noel Johnson; ۲۸ دسامبر ۱۹۱۶ – ۱ اکتبر ۱۹۹۹) یک هنرپیشه اهل بریتانیا بود. وی بین سال‌های ۱۹۴۱ تا ۱۹۹۷ میلادی فعالیت می‌کرد.
از فیلم‌ها یا برنامه‌های تلویزیونی که وی در آن نقش داشته‌است می‌توان به جنون، فقط بخاطر چشمان تو و نیکلاس کوچک اشاره کرد.